# Villaga
Villaga (Vilaga in veneto) è un comune italiano di 1 902 abitanti della provincia di Vicenza in Veneto.

## Storia
Il nome del paese era citato come "Viraga" sia nel Regestum possessionum del Comune di Vicenza del 1262 che negli Statuti del 1275 e in vari documenti della seconda metà del secolo XIII. Il toponimo potrebbe derivare da "viridum", verde in latino, con riferimento alla verdeggiante conca al limitare dei Colli Berici in cui è posizionato il paese.
Toara potrebbe derivare da “Tovara” ed essere di origine longobarda.
Secondo la tradizione e alcune suggestioni - come l'intitolazione della chiesa parrocchiale a san Michele Arcangelo - le origini di Villaga potrebbero essere legate al periodo longobardo e quindi fondata dopo che Vicenza divenne sede di uno dei 36 ducati del regno longobardo. Non vi è comunque alcun documento che lo attesti.
Fino al XIII secolo Villaga risulta, sia sotto l'aspetto ecclesiastico che civile, sotto la giurisdizione di Barbarano Vicentino; la chiesa di Villaga era una cappella dipendente dalla pieve di Santa Maria Assunta di Barbarano e il paese, insieme con quello di Mossano, faceva parte della Vicinia di Barbarano.
Verso la fine del XIII secolo la giurisdizione di Barbarano venne smembrata e furono creati i tre Comuni autonomi di Barbarano, Mossano e Villaga.
Alcuni documenti di questo stesso secolo parlano di un castello, il castrum montagnagi situato in pertinentiis de Tovara, luogo identificato con Belvedere il cui toponimo sostituisce ora il più antico montagnagus; ciò è confermato da due atti pubblici successivi: uno del 1510 che risulta rogato in contratta de Belvederio domi habitationis comitis Montani que vocatur el castelo, l'altro del 1514 in cui si fa cenno ad un certo Bernardinus de castro Belvedarii.
A quel tempo il castello apparteneva al conte Montano Barbarano, la cui famiglia lo rifece completamente costruendo al suo posto, nella seconda metà del secolo XVI, una residenza più adatta alle mutate esigenze dei tempi.
A partire dal secolo XIII il territorio faceva parte dei vasti possedimenti dei Barbaran, antichi feudatari della Chiesa vicentina, tanto che tuttora lo stemma comunale riproduce quello dell'antica famiglia nobiliare vicentina, caratterizzato da un leone con la coda biforcata e rampante di nero in un campo bianco.
Verso la metà del Trecento, durante la dominazione scaligera, il territorio di Villaga fu soggetto, sotto l'aspetto amministrativo e fiscale, al Vicariato civile di Barbarano e tale rimase sino alla fine del XVIII secolo.

### Simboli
Lo stemma e il gonfalone sono stati concessi con decreto del presidente della Repubblica n. 2155 del 9 maggio 1985.
Lo stemma comunale riprende il blasone della nobile famiglia Barbaran.
Il gonfalone è un drappo  partito di rosso e di nero.

## Monumenti e luoghi d'interesse

### Architetture religiose

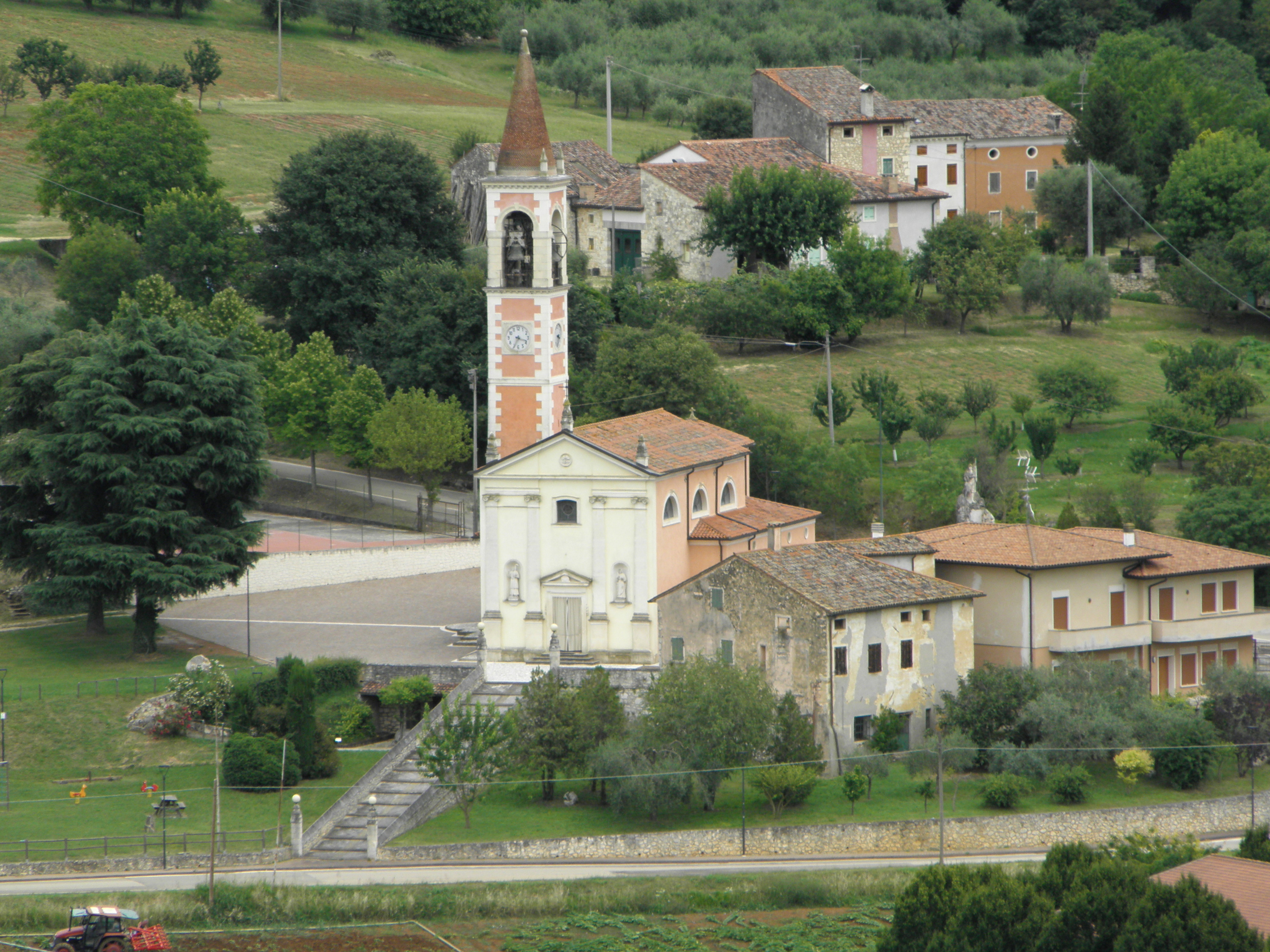
Pozzolo, frazione di Villaga: la chiesa parrocchiale di Santa Lucia.

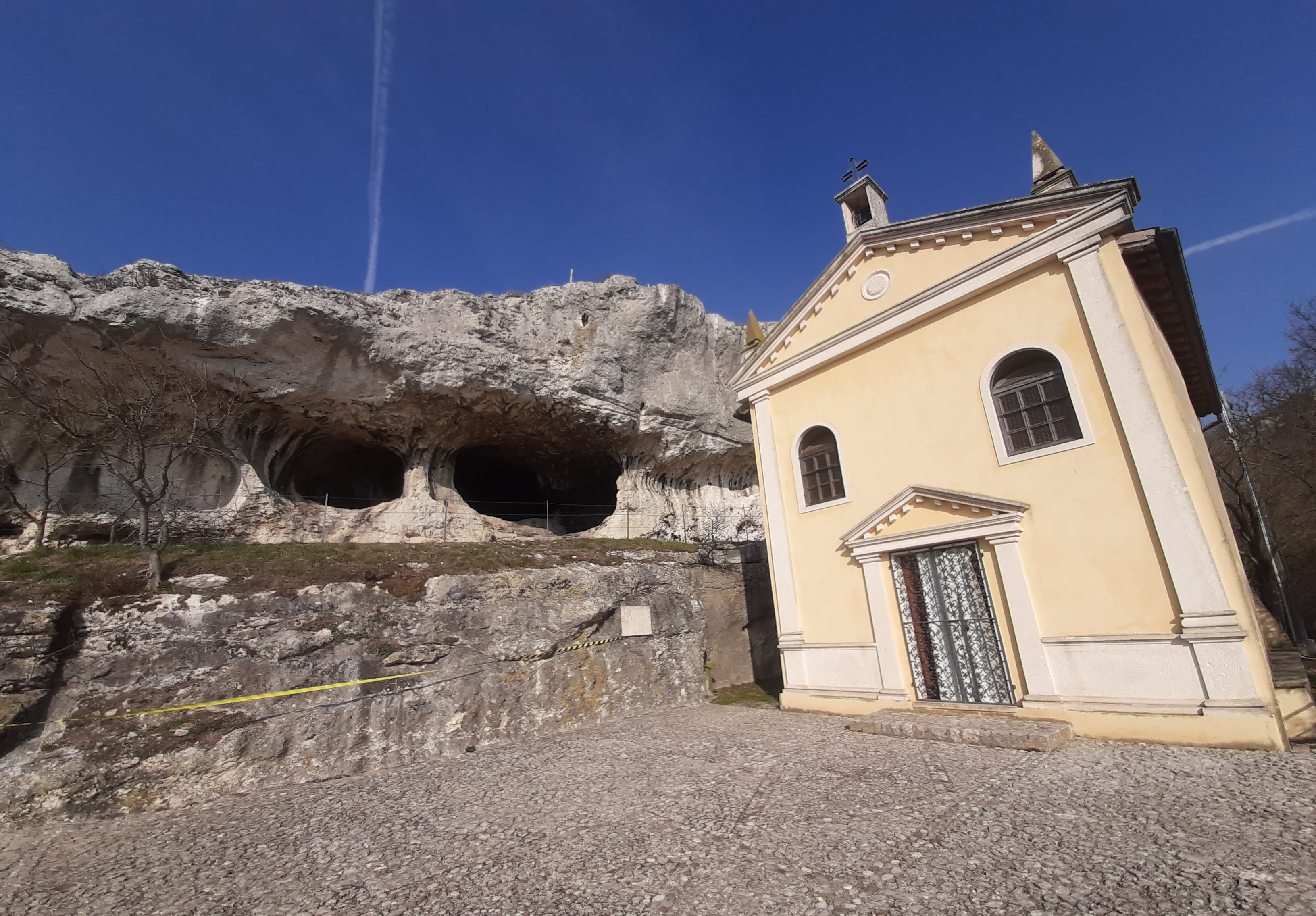
Eremo di San Donato e covolo di Pozzolo di Villaga.

Sul territorio vi sono quattro chiese parrocchiali, una nel Centro e le altre nelle frazioni
- Chiesa di San Michele Arcangelo a Villaga. In origine era un'antica cappella della vicina pieve di Barbarano; il documento più antico sull'esistenza della parrocchia di Villaga è datato 1187.
- Chiesa di Santa Lucia a Pozzolo; il documento più antico è datato 1425.
- Chiesa di Sant'Antonio abate a Belvedere di Villaga; eretta nel 1444 da un Barbarano, proprietario del vicino castello, come testimonia una lapide murata nella sacrestia, dietro l'altare.
- Chiesa di San Giorgio a Toara; il nome del santo titolare della parrocchia fa pensare ad una cappella sorta nell'ambito della pieve di Barbarano, divenuta in seguito sede parrocchiale. Il documento più antico che la nomina risale al 1288.

Oltre a queste, vi è lo storico
- Eremo di San Donato, dove un tempo si trovava un antico monastero, del quale rimangono tracce delle fondamenta a ridosso della parete rocciosa; l'abside dell'antica chiesa era appoggiata alla parete di roccia e unita al covolo.

L'eremo è documentato fin dal 1240; nel corso del XIII secolo fu ampliato e divenne un monastero benedettino femminile retto da una badessa; nel 1326 le monache acquistarono la chiesa e il monastero di Santa Caterina in Borgo Berga per trasferirsi in città. Probabilmente venne ancora abitato fino alle soppressioni ecclesiastiche stabilite dalla Repubblica di Venezia nel XVIII secolo, quindi abbandonato e già in rovina a inizio Ottocento, secolo durante il quale tuttavia alcuni covoli riparati da muri furono adibiti a case rupestri abitate.
Fu requisito, utilizzato dalle truppe e ulteriormente danneggiato durante entrambe le guerre mondiali. Dal 1980 il gruppo Alpini di Pozzolo si fa carico del recupero dell'oratorio, dopo aver per buona parte ristrutturato i resti dell'edificio e risistemato tutto il sito del Covolo di San Donato, ora di proprietà della Parrocchia di Pozzolo, che saltuariamente apre la chiesetta per liturgie.

### Architetture civili
- Villa Frison XX secolo
- Villa Nani XX secolo
- Villa Rasia Dani
- Villa Palma Bedeschi
- Villa Piovene Porto Godi
- Villa Barbaran, tuttora chiamata "il castello" in ricordo dell'antico maniero che sorgeva su quest'area e ne ha fornito le fondamenta. Fu probabilmente costruita intorno al 1569[14] trasformando l'antico castello; di questo ne è testimone la torre merlata ancora presente.

I caratteri stilistici degli elementi originari rimasti fanno pensare ad un intervento di Domenico Groppino, capomastro-architetto di scuola palladiana, presente a Toara perché chiamato dai Barbaran per l'esecuzione di alcuni lavori tra cui la chiesa, completata nel 1580. Gli stucchi, unica decorazione rimasta, sono stati attribuiti a Lorenzo Rubini. Nel 1945 subì un incendio da cui ebbe gravi danni; il rifacimento avvenuto sovvertì l'assetto originario dell'edificio.

### Fontane e pozzi
Nel territorio di Villaga, caratterizzato da suolo carsico e spesso arido, le contrade si sono formate attorno ai luoghi in cui c'era disponibilità di acqua. Le sorgenti venivano utilizzate per attingere acqua da bere, per abbeverare gli animali, per lavare e per coltivare i terreni. Molte di queste fontane sono del tutto scomparse; di quelle restanti solo alcune conservano completamente le caratteristiche del loro utilizzo agreste, altre sono state ricostruite nel rispetto delle forme e dei materiali originari.
Nell'altopiano pianeggiante di Pozzolo, facilmente coltivabile ma anch'esso molto scarso di acqua, per provvedere al fabbisogno agricolo e soprattutto per abbeverare gli animali fu necessario costruire dei pozzi nel terreno dove si raccoglieva l'acqua presente nel sottosuolo; si tratta di pozzi freatici, cioè scavati per raggiungere una falda acquifera e prelevare l'acqua dal fondo. Scavati a mano nei secoli scorsi ed eretti ai margini della piana valliva, alcuni si scorgono semplicemente percorrendo le vecchie stradine di campagna.

## Società

### Evoluzione demografica
Abitanti censiti

## Geografia antropica
Frazioni del comune di Villaga sono Belvedere (con circa 280 abitanti), Pozzolo (con circa 200 abitanti) e Toara (con circa 120 abitanti).
Altre località o contrade sono: Fogomorto, Ferrone, Quargente, Ponte Alto, Giacomuzzi, Fornace, Calto e Bocca d'Orno.

## Amministrazione

### Altre informazioni amministrative
La circoscrizione territoriale ha subito le seguenti modifiche: nel 1939 il comune viene soppresso e i suoi territori aggregati al comune di Barbarano Vicentino; nel 1947 il comune viene ricostituito (Censimento 1936: pop. res. 2880).